# Rumänische Eishockeyliga 2007/08
Die Saison 2007/08 war die 78. Spielzeit der rumänischen Eishockeyliga, der höchsten rumänischen Eishockeyspielklasse. Meister wurde zum insgesamt zehnten Mal in der Vereinsgeschichte der SC Miercurea Ciuc.

## Modus
In der Hauptrunde absolvierte jede der acht Mannschaften insgesamt 28 Spiele. Die vier bestplatzierten Mannschaften qualifizierten sich für die Finalrunde, deren beiden Erstplatzierten sich wiederum für das Meisterschaftsfinale qualifizierten. Für einen Sieg nach regulärer Spielzeit erhielt jede Mannschaft drei Punkte, bei einem Sieg nach Overtime gab es zwei Punkte, bei einem Unentschieden einen Punkt und bei einer Niederlage nach regulärer Spielzeit null Punkte.

## Hauptrunde

### Tabelle
|    | Klub                        | Sp | S  | OTS | OTN | N  | T   | GT  | Punkte |
| -- | --------------------------- | -- | -- | --- | --- | -- | --- | --- | ------ |
| 1. | Steaua Bukarest             | 28 | 24 | 1   | 1   | 2  | 300 | 61  | 75     |
| 2. | HC Miercurea Ciuc           | 28 | 23 | 2   | 2   | 1  | 192 | 52  | 75     |
| 3. | SC Miercurea Ciuc           | 28 | 21 | 1   | 1   | 5  | 233 | 67  | 66     |
| 4. | Progym Gheorgheni           | 28 | 15 | 0   | 0   | 13 | 195 | 81  | 45     |
| 5. | SCM Brașov                  | 28 | 12 | 0   | 1   | 10 | 132 | 163 | 37     |
| 6. | CSM Dunărea Galați          | 28 | 6  | 3   | 0   | 19 | 72  | 234 | 24     |
| 7. | Sportul Studențesc Bukarest | 28 | 2  | 1   | 1   | 24 | 60  | 280 | 9      |
| 8. | SC Miercurea Ciuc II        | 28 | 1  | 0   | 2   | 25 | 62  | 308 | 5      |

Sp = Spiele, S = Siege, OTS = Siege nach Overtime, OTN = Niederlagen nach Overtime, N = Niederlagen

## Finalrunde
|    | Klub              | Sp | S  | OTS | OTN | N  | T   | GT  | Punkte |
| -- | ----------------- | -- | -- | --- | --- | -- | --- | --- | ------ |
| 1. | SC Miercurea Ciuc | 24 | 14 | 2   | 3   | 5  | 92  | 57  | 49     |
| 2. | HC Miercurea Ciuc | 24 | 12 | 4   | 3   | 5  | 84  | 68  | 47     |
| 3. | Steaua Bukarest   | 24 | 14 | 1   | 1   | 8  | 105 | 76  | 45     |
| 4. | Progym Gheorgheni | 24 | 0  | 1   | 1   | 22 | 40  | 120 | 3      |

Sp = Spiele, S = Siege, OTS = Siege nach Overtime, OTN = Niederlagen nach Overtime, N = Niederlagen

## Meisterschaftsfinale
- SC Miercurea Ciuc – HC Miercurea Ciuc 4:0 (5:3, 4:2, 4:3 n. V., 3:2)